# 帝都はひとつ、ウィーンはひとつ
『帝都はひとつ、ウィーンはひとつ』（ていとはひとつ、ウィーンはひとつ、ドイツ語:  'S gibt nur a Kaiserstadt, 's gibt nur a Wien!）作品291は、ヨハン・シュトラウス2世が作曲したポルカ。

## 解説
1864年にロシア・パヴロフスクで作曲された。パヴロフスクで『帝都ポルカ』という題名で初演された後、同年12月4日にフォルクスガルテンにおいて『帝都はひとつ、ウィーンはひとつ』という題名でウィーン市民に披露された。曲名は、アドルフ・ボイエルレ（1786年 - 1859年）によるジングシュピール『アリーネあるいは別の世界の一部であるウィーン』（1822年にレオポルトシュタット劇場で初演）からの引用である。

日本でも明治時代から演奏されている楽曲であり、1907年9月28日に日比谷公園音楽堂で本村四郎指揮横須賀海兵団軍楽隊により、『唯一の帝都あるのみ唯一の『ウヰンナ府』あるのみ』のタイトルで演奏された記録がある。

## ニューイヤーコンサート
ウィーン・フィルハーモニー管弦楽団によるニューイヤーコンサートへの登場は、以下の通りである。
- 1942年 - クレメンス・クラウス指揮
- 1949年 - クレメンス・クラウス指揮
- 1978年 - ヴィリー・ボスコフスキー指揮
- 1997年 - リッカルド・ムーティ指揮
- 2017年 - グスターボ・ドゥダメル指揮